# 科里登鎮區 (愛荷華州韋恩縣)
科里登鎮區（英語：Corydon Township）是位於美國愛荷華州韋恩縣的一個行政鎮區。

## 地方資料
根據2010年美國人口普查的數據，科里登鎮區的面積為94.16平方千米，當中陸地面積為93.68平方千米，而水域面積為0.48平方千米。當地共有人口1776人，而人口密度為每平方千米18.86人。